# Grenade à main

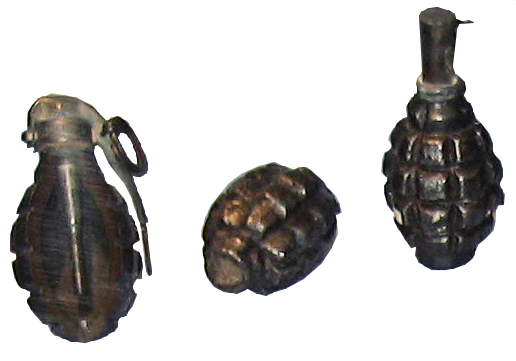
Grenade défensive F1 à fragmentation modèle 16 française.

Une grenade à main est un petit engin explosif tenu en main et destiné à être lancé, pour ensuite exploser après un court laps de temps.
Le mot « grenade » est à l'origine français et provient du fruit du même nom, en référence à la taille des premières grenades, et parce que les éclats de shrapnel rappelaient aux soldats les nombreuses graines du fruit. Les grenadiers sont à l'origine des soldats spécialisés dans le lancer de grenades.
Toutes les grenades ne sont pas lancées avec la main. Il existe des grenades à fusil pour l'envoi au fusil, et les lance-grenades. Par exemple, le lance-grenades M203 (qui peut être adapté sur plusieurs armes comme le Colt M4) qui peut tirer des grenades explosives, des grenades au gaz CS, au gaz lacrymogène et même des grenades éclairantes.

## Historique

### Chine et Proche-Orient

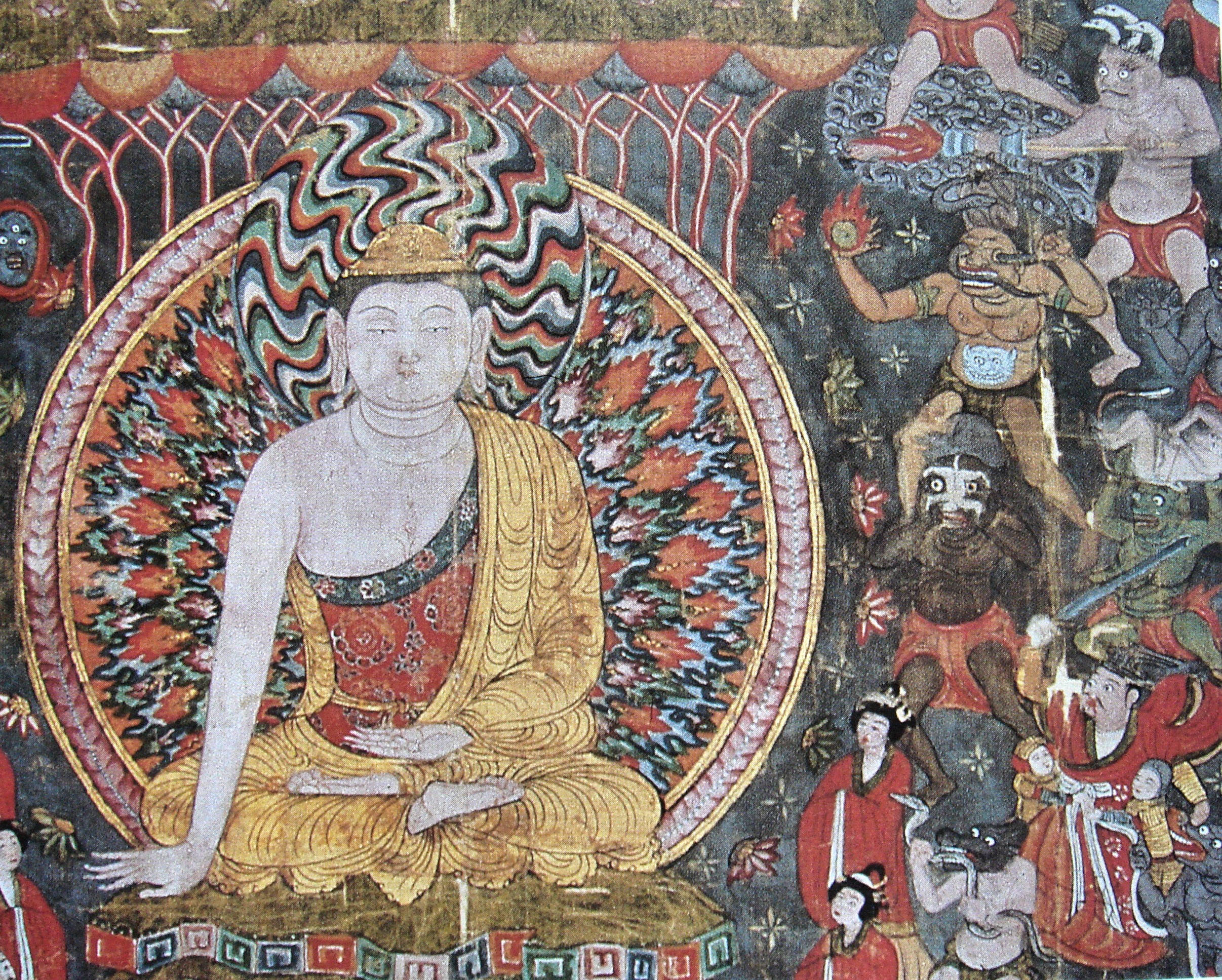
Première représentation connue d'une arme à feu, la lance de feu, et d'une grenade (en haut à droite), Dunhuang, Xe siècle apr. J.-C.

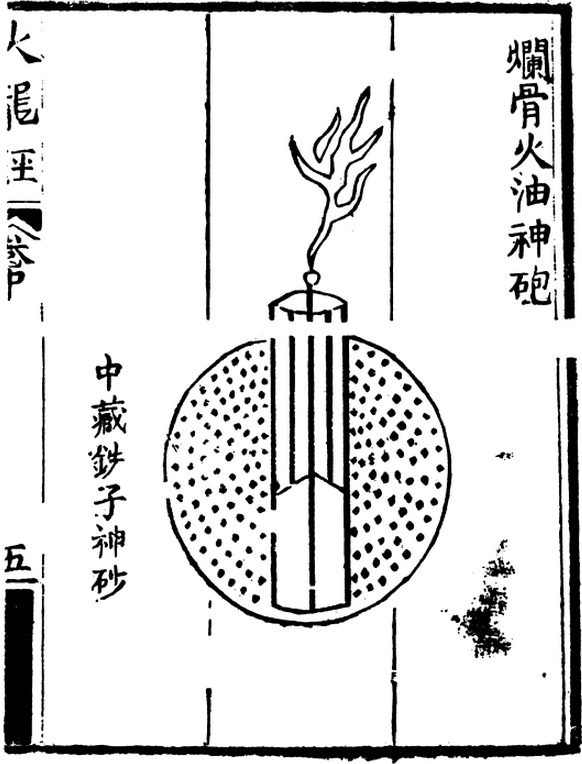
Illustration du XIVe siècle tirée du Huolongjing de la dynastie Ming, représentant une grenade à fragmentation avec sa mèche allumée. Les points noirs figurent la grenaille de fer.

La première grenade est inventée en Chine sous la Dynastie Song (960-1279), connue sous le nom de Zhen Tian Lei, lorsque les soldats chinois confinaient de la poudre noire dans des récipients en céramique ou en métal. En 1044, un livre militaire, Wujing Zongyao (Principes généraux du Classique de la guerre), décrivait divers types d'armes à feu, où l'on peut découvrir le prototype des grenades à main modernes.
En parallèle, à la même époque, les peuples orientaux durant les Croisades ont développé des modèles de grenades incendiaires et explosives en céramique. Leur utilisation pouvait faire appel à des soldats spécifiques (dénommés naffatun), aussi bien sur des champs de bataille que dans des contextes de sièges. Ces grenades pouvaient aussi être utilisés contre des bastions de croisés par l'armée arabe. Une grenade de ce type datant de cette époque a été retrouvée dans le centre d'Israêl.
En 1221 apparaissent en Chine les premières grenades et obus en fonte, qui n'apparaissent en Europe qu'en 1467. En l'espace de deux siècles, les Chinois découvrent le potentiel explosif que pouvaient représenter les boulets de canon métalliques creux, remplis de poudre. Écrit plus tard par Jiao Yu au milieu du XIVe siècle, le manuscrit Huolongjing (Manuel du Dragon de Feu) décrit un canon en fonte de l'ère Song, connu sous le nom « flying-cloud thunderclap eruptor » (fei yun pi-li pao). Le manuscrit énonce ceci (traduction de la transcription en Wade-Giles) :

« Les obus (phao) sont faits en fonte, aussi gros que des boulets et de la forme d'une sphère. Ils contiennent à l'intérieur une demi-livre de poudre à canon « magique » (shen huo). On les envoie voler vers le camp ennemi avec un « érupteur » (mu phao) ; lorsqu'ils y arrivent, un bruit de coup de tonnerre est entendu, et des éclats lumineux apparaissent. Si dix de ces obus sont tirés avec succès dans le camp ennemi, la zone tout entière sera en flammes... »

Ce texte du Huolongjing était également important pour la compréhension des grenades à main chinoises du XIVe siècle, puisqu'il fournissait des descriptions beaucoup plus détaillées et même des illustrations des grenades.

### Première Guerre mondiale

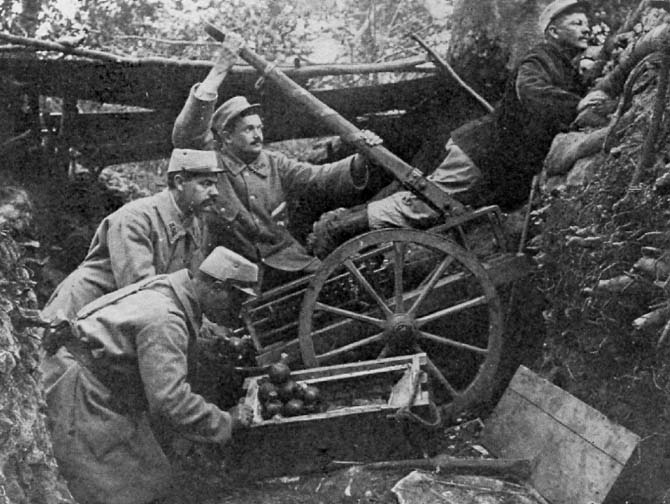
Soldats français en train d'utiliser une catapulte pour envoyer des grenades, pendant la Première Guerre mondiale. Photographie prise en 1916 dans une tranchée française.

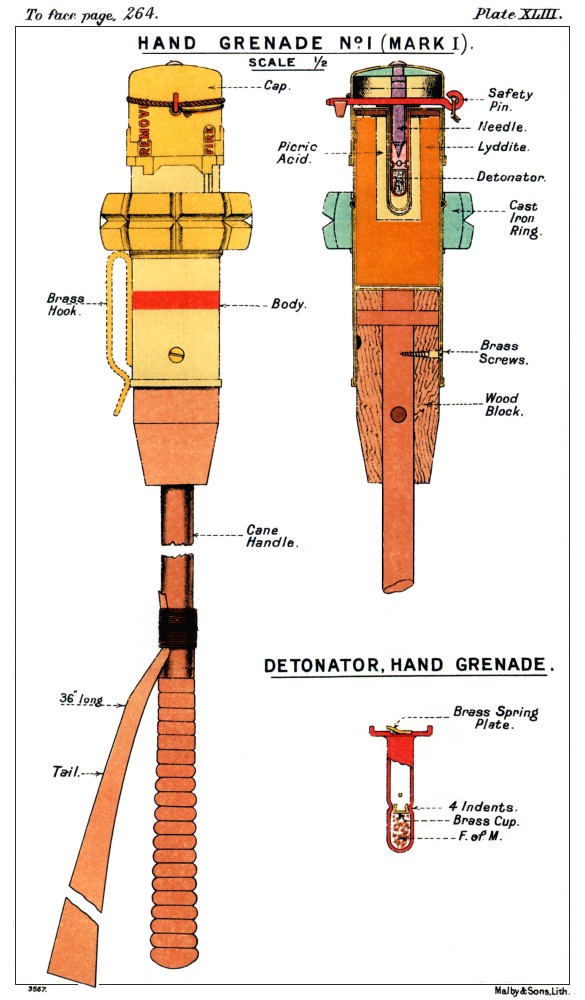
Grenade à main No 1 Mark 1, une des premières grenades à main modernes.
Mise en service dans l'armée britannique à partir de 1908, elle s'est avérée infructueuse dans les tranchées de la Première Guerre mondiale et a été remplacée par la bombe Mills.

L'utilisation du mot « grenade » dans la langue anglaise semble provenir de la Glorieuse Révolution d'Angleterre en 1688, où des balles en fer, de la forme des balles de cricket, remplies de poudre noire et pourvues d'une mèche lente, étaient pour la première fois utilisées contre les Jacobites dans les combats de Killiecrankie et de Glen Shiel.
Ces grenades n'étaient pas très efficaces, probablement parce que leur rayon d'action mortel n'était pas assez grand et que le système de mise à feu n'était pas au point, ce qui explique qu'elles n'étaient pas très utilisées à cette époque.
Cependant, les guerres de tranchées ont rendu l'emploi de grenades nécessaire. Dans une lettre à sa sœur, le colonel Hugh Robert Hibbert décrit un type de grenades improvisées utilisé durant la Guerre de Crimée (1853-1856) :

« Nous avons une nouvelle invention pour contrarier nos amis dans leurs trous. Elle consiste à remplir à ras-bord des bouteilles avec de la poudre, de vieux clous tordus et tout autre objet pointu ou tranchant que nous pouvons trouver, à y planter une ficelle pour faire office de mèche puis de l'allumer et de l'envoyer rapidement dans les trous de nos voisins, où elle vole en éclats, à leur plus grand dépit. Je te laisse imaginer leur rage en voyant une bouteille dégringoler dans un trou rempli d'hommes, avec une petite mèche brûlant aussi fièrement que sur une vraie munition, explosant et envoyant des éclats se loger dans les parties tendres de la chair. »

Durant la Première Guerre mondiale (1914-1918), la Triple-Entente et la Triple-Alliance n'avaient que de faibles stocks de grenades. Les troupes avaient donc temporairement improvisé des grenades, comme la Jam Tin Grenade (en) (une simple boîte de conserve remplie de poudre et dotée d'une mèche), ou des bâtonnets d'explosifs attachés à des manches en bois (pour augmenter la portée du jet). Elles furent remplacées lorsque des versions manufacturées virent le jour, comme la Mills Bomb britannique, la première grenade à fragmentation moderne.
La Mills Bomb (ou Bombe Mills) était une boîte en acier remplie d'explosif et dotée d'une épingle de sûreté, qui se distinguait des autres grenades par sa surface crantée. On pensait à l'époque que cette segmentation permettait à la grenade de se fragmenter, et ainsi augmenter sa dangerosité. Des recherches ultérieures démontrèrent que cette segmentation de la coque n'avait aucun effet significatif sur la fragmentation de la grenade. La manière la plus efficace pour augmenter la fragmentation est de segmenter la coque à l'intérieur, mais à l'époque, la production de telles grenades aurait été trop onéreuse. La segmentation originale de la Mills Bomb fut conservée, puisqu'elle assurait une adhérence supérieure dans la main d'un soldat. Ce design « pin-and-pineapple » est encore utilisé sur certaines grenades modernes. En revanche, la grenade M67 à fragmentation américaine a une surface extérieure lisse, ce qui est plus approprié pour la faire rouler discrètement dans une pièce ou pour la lancer en arc (comme au baseball).
| \| A B C D E F G H I J K L M \| |  | Vue d'une grenade Mills No 5 éclatée. Première grenade à fragmentation moderne utilisée à partir de 1915. |  | A : Corps B : Oreilles C : Goupille de sécurité D : Anneau de goupille E : Levier ou Cuillère F : Vis de fond G : Chambre d'expansion des gaz H : Ressort à boudin I : Percuteur J : Enclume K : Amorce L : Cordeau Bickford M : Détonateur |
| A B C D E F G H I J K L M       |  | |  | |

Pour lancer les grenades plus loin, fut inventée la grenade à fusil. Pour ce faire, on utilisa des armes à feu modifiées, sur lesquelles on adapta la grenade au bout du canon, qui était alors propulsée par une cartouche de lancement sans balle, ou par une vraie munition (sur les modèles plus évolués). Les catapultes furent également employées, mais les petits mortiers prirent la relève. De nos jours, certaines armes automatiques comme la IMI Negev exploitent encore cette capacité. Toutefois, on utilise aujourd'hui majoritairement des lance-grenades.
|                            |  |                   |
| Stielhandgranate en coupe. |  | Cocktail Molotov. |

En parallèle au développement de la Mills Bomb, les Allemands créèrent la Stielhandgranate (« grenade à main à manche »), constituée d'une charge explosive contenue dans une boîte métallique montée sur un manche en bois creux. Son manche lui permet d'augmenter sa distance de lancer de 15 %. Elle est armée par une amorce à friction, enclenchée par la traction par l'utilisateur d'une ficelle contenue dans le manche. Cette conception rustique continua d'évoluer durant les deux Guerres mondiales, et cette arme facilement reconnaissable devint une caractéristique du soldat allemand (contrairement à ce que l'on pourrait penser, il ne s'agit pas d'une grenade à percussion).
Le cocktail Molotov est une arme incendiaire artisanale, dont le composant principal est une bouteille en verre en partie remplie de liquide inflammable, habituellement de l'essence ou de l'alcool, déclenchée par une bande de tissu enflammé, lors de son éclatement contre la cible. Le « cocktail Molotov » reçu son nom durant la Guerre d'Hiver (1939-1940), mais il était déjà en service plus tôt dans la décennie. Les cocktail Molotov furent également produits en série dans des usines.

## Caractéristiques
Les grenades à main partagent ces quatre caractéristiques :
- Leur distance d'utilisation est courte (environ 45 mètres maximum, dépend surtout de la force du lanceur) ;
- Leur rayon d'action est très faible (environ 20 mètres maximum) pour les grenades offensives et plus étendu (environ 200 mètres maximum) pour les grenades défensives ;
- Leur retard avant détonation est suffisamment long pour permettre un lancer sans danger ;
- Leur coque dure, en combinaison avec leur délai de détonation, permet à la grenade de ricocher sur les surfaces solides avant d'exploser.

Les grenades à main actives sont organisées d'un :
- Corps contenant ou étant en composé chimique ;
- Produit chimique qui est la substance active et détermine sa classification ;
- Allumeur qui permet la mise en œuvre.

## Conception

Vue en coupe d'un bouchon allumeur Borstein, modèle 1935.

Les grenades sont avant tout des petites bombes. Elles ont différentes dimensions et formes, suivant leur but. La majeure partie est destinée à exploser, projeter du shrapnel (morceaux tranchants de la coque, fragments d'un serpentin d'acier serré, etc.), disperser une composition incendiaire ou libérer un gaz. Certaines grenades, comme les grenades fumigènes, se contentent de brûler ou de réagir chimiquement avec l'air, dégageant un épais nuage de fumée colorée pour masquer, marquer ou signaler.
Les grenades sont constituées d'une coque en métal ou en plastique (les premières grenades étaient en céramique) et renferment un produit qui dépend de leur utilisation. Sur les grenades actuelles, la coque est surmontée d'un bouchon allumeur, qui vient allumer une mèche lente située à l'intérieur de la grenade.
Le bouchon allumeur est une partie principale de la grenade, qu'il est nécessaire d'installer pour rendre l'engin opérationnel. Les bouchons allumeurs peuvent prendre plusieurs formes : par exemple, une pièce accueillant l'intégralité des mécanismes d'armement (voir ci-contre), ou sous la forme d'une vis à placer à l'intérieur de la grenade (voir Mills Bomb pour une explication plus détaillée). Les grenades et leurs bouchons allumeurs sont transportés séparément, par sécurité, et les soldats doivent les assembler eux-mêmes sur le terrain avant une opération.

## Utilisation

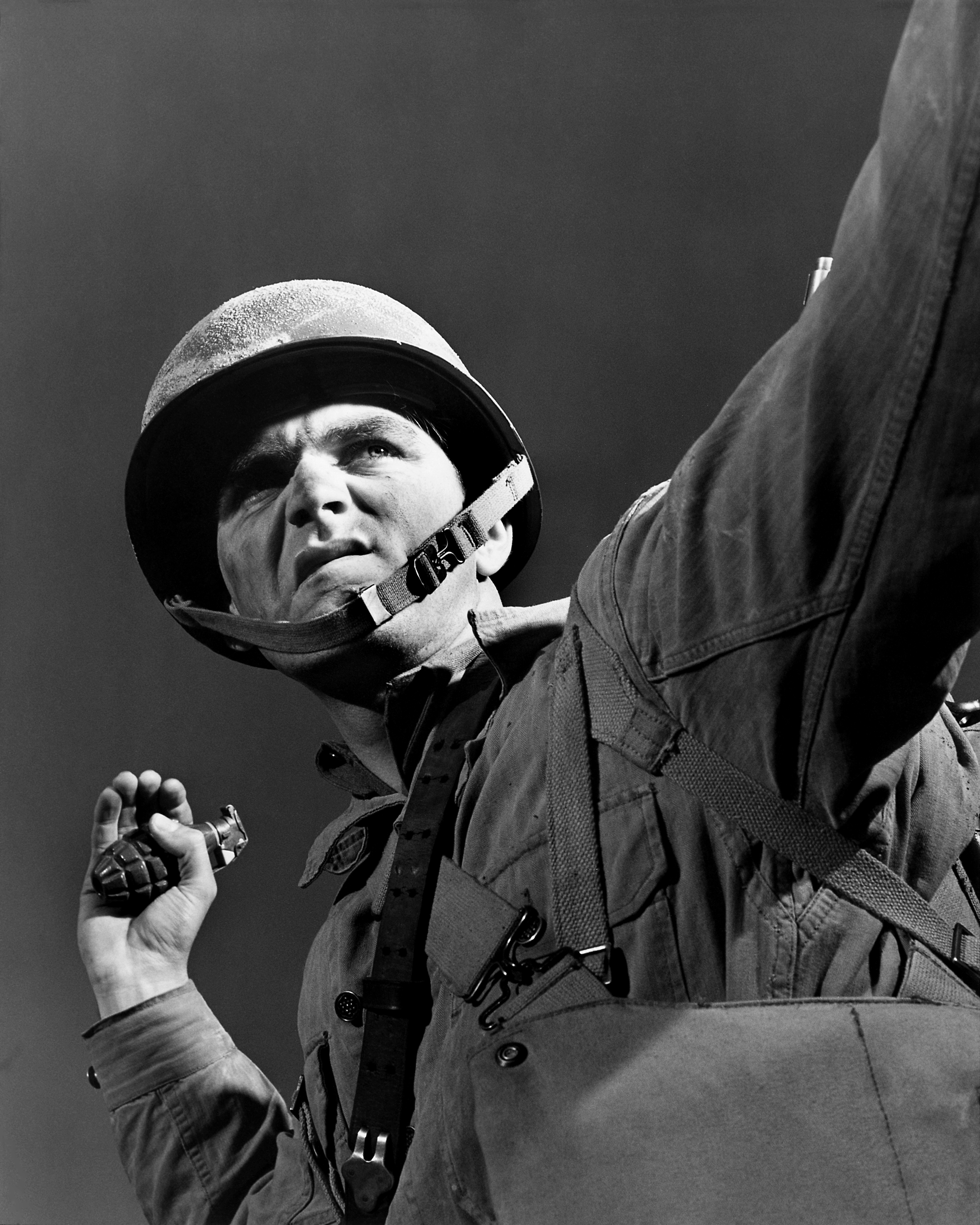
Un soldat d'infanterie américain en formation à Fort Belvoir, Virginie, se préparant à lancer une grenade (en novembre 1942).

Le bouchon allumeur d'une grenade à main possède un levier de déclenchement (aussi appelé cuillère) et une goupille de sécurité qui empêche le fonctionnement. Certains modèles de grenades possèdent une attache supplémentaire sur le levier pour plus de sécurité.
Pour utiliser une grenade, le soldat doit la serrer fermement dans la main, assurant ainsi que le levier sera maintenu en place par les doigts. L'anneau de la goupille de sécurité est alors saisi par l'index ou le majeur de l'autre main, et est retiré avec un mouvement de traction. La grenade peut alors être lancée contre la cible ; un lancer au-dessus de l'épaule est recommandé, mais peut ne pas être adapté à toutes les situations de combat.
Une fois la grenade lancée, le levier n'est plus maintenu en place. Le percuteur est bloqué par un verrou comprimant un ressort, ce verrou éjecte le levier et libère le percuteur, qui vient frapper l'amorce. L'amorce enflamme la composition retard, qui vient activer le détonateur pour faire exploser la charge principale. Tant que la cuillère est maintenue, la grenade peut être à tout moment regoupillée pour une utilisation ultérieure.
Lorsqu'une grenade anti-personnel est utilisée, l'objectif est qu'elle explose de telle manière à ce que la cible se trouve dans son rayon d'action. Par exemple, la grenade à fragmentation M67 (utilisée par plusieurs nations de l'OTAN) a un rayon mortel de 5 mètres et peut blesser dans un rayon d'environ 15 mètres. Le lanceur est conscient que certains fragments peuvent être envoyés jusqu'à 230 mètres.

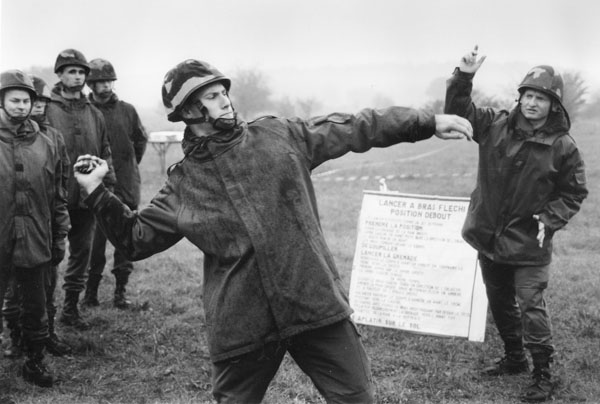
Formation au lancer de grenade, à Compiègne (Oise) en 1997.

Le « cooking off » est un terme qui décrit le choix intentionnel de garder une grenade armée en main (le levier a donc été retiré), dans le but de diminuer la durée de retard avant l'explosion. Cette technique est utilisée pour réduire la possibilité, pour l'ennemi, de se jeter à couvert ou de renvoyer la grenade. Elle est également utilisée pour faire exploser la grenade en l'air au-dessus de positions défensives[réf. nécessaire]. Cette technique est évidemment dangereuse à effectuer, puisque la durée des mèches lentes varie d'une grenade à l'autre. Pour cette raison, les Marines américains (MCWP 3-35) décrivent le cooking-off comme la « technique la moins appréciée », recommandant plutôt de lancer la grenade de plus loin ou de la faire ricocher/rebondir, pour empêcher un ennemi de la renvoyer[réf. souhaitée].
Les grenades sont souvent utilisées sur le champ de bataille pour monter des pièges de fortune, dans le but de tuer un ennemi lorsque celui-ci effectue une action prédéfinie (ouvrir une porte, démarrer une voiture, etc.). Ces pièges sont faciles à produire sur le champ de bataille avec le matériel disponible. Une technique basique consiste à coincer une grenade dans une petite cavité et à tendre un fil entre la goupille et un objet fixe. Lorsqu'une personne marche sur le fil, la grenade se dégoupille, le levier s'éjecte et la charge explose.
Les pièges et grenades abandonnés contribuent au problème grandissant des munitions non explosées. L'utilisation de pièges où un explosif détone en marchant sur un fil est condamné par le traité d'Ottawa (au même titre que les mines anti-personnel), et peut être assimilé à un crime de guerre partout où il est ratifié.
La République populaire de Chine, les États-Unis d'Amérique et la Russie n'ont pas signé ce traité, malgré les nombreuses pressions internationales, prétextant la nécessité de l'autodéfense. Les États-Unis sont cependant signataires du Protocole sur l'interdiction ou la limitation de l'emploi des mines, pièges et autres dispositifs du 3 mai 1996. Ce protocole restreint l'utilisation des mines aux zones où la signalisation du minage est claire et les accès surveillés (pour limiter les pertes civiles). Toutefois, en signant ce protocole, les États-Unis ont fait en sorte que la définition du mot « mine » ne corresponde pas à la description du piège à grenade.
Les grenades classiques, comme la Mills Bomb, utilisaient de la poudre sans fumée et une coque en fonte, qui devait (en théorie) se fragmenter selon des points faibles prévus dans la conception de la forme. En réalité, le but de la forme de la grenade était d'offrir une meilleure adhérence dans la main du lanceur. En pratique, il fut révélé que la cannelure pratiquée sur la surface externe de la coque avait une incidence faible, voire nulle, dans la taille et la forme des fragments produits.

## Types de grenades
On distingue la grenade défensive de la grenade offensive. La première est plus destructrice car l'explosif est entouré d'un matériau qui se fragmentera à la détonation. Le rayon d'action de cette grenade atteint ou dépasse la distance de lancer maximal ; c'est pourquoi il est nécessaire de se mettre à couvert en la lançant, en se tenant dans une position défensive (d'où l'étymologie du nom).
La seconde est moins dangereuse et peut donc être employée à courte portée et sans bénéficier d'une bonne couverture. Les grenades dites « offensives » sont composées d'une fine enveloppe de métal ou de plastique et disposent d'une charge explosive plus importante (environ 90 g, contre 60 g pour une défensive française) ; en conséquence, elles produisent peu d'éclats mais génèrent un fort effet de souffle et un bruit assourdissant, ce qui annihile temporairement les défenses de l'adversaire et permet aux assaillants qui la lancent de passer à l'offensive immédiatement.
Le terme anglais concussion, qui désigne la grenade offensive, est à prendre au sens de la surpression générée par la quantité importante d'explosif. Le sens médical (commotion cérébrale) ne décrit pas les effets de la grenade.
On qualifie de grenade spéciale toute grenade conçue pour un emploi précis. Il s'agit, entre autres, de grenade fumigène, incendiaire, lacrymogène, aveuglante et antichar.
Pour les exercices, on emploie des grenades à plâtre.

### Grenade à fragmentation

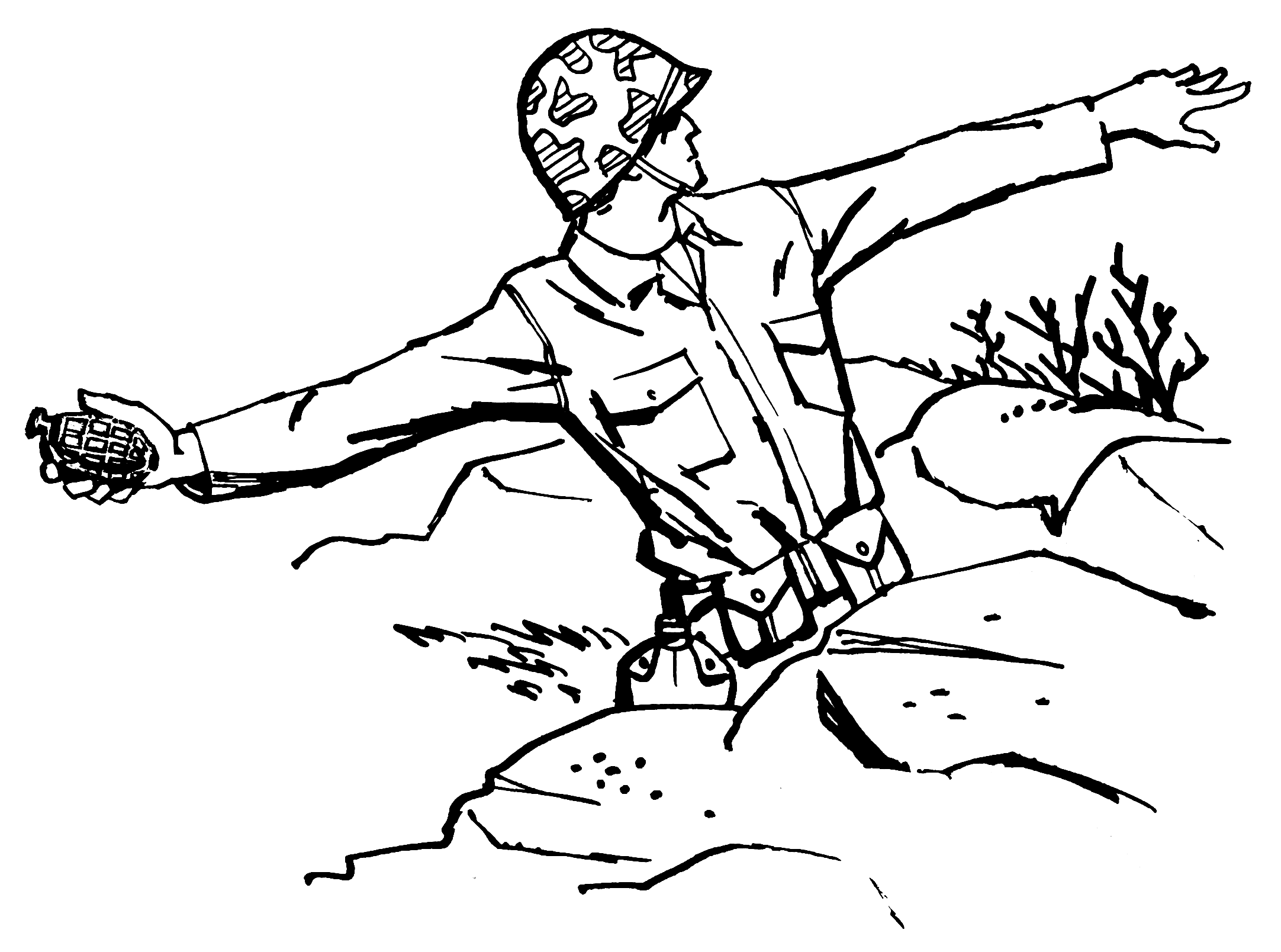
Le lancer d'une grenade défensive nécessite un couvert.

La grenade à fragmentation, ou « frag », est une arme antipersonnel conçue pour endommager ou détruire la cible à l'aide d'une projection d'éclats métalliques. La coque est faite en plastique dur ou en métal. Des fléchettes, un serpentin d'acier cranté, des billes de 3 mm, du shrapnel ou la coque elle-même produisent les fragments. Lorsque le mot « grenade » est utilisé sans qualificatif et que le contexte ne permet pas de déterminer son type, on suppose généralement qu'il s'agit d'une grenade à fragmentation.
Ces grenades sont dans la catégorie « défensive », car leur rayon d'action atteint ou dépasse la distance de lancer maximal. Pour lancer une telle grenade, il est nécessaire de pouvoir se mettre à couvert d'une façon ou d'une autre, pour éviter de recevoir des fragments (derrière un talus, une porte, un pan de mur, etc.). La Mills Bomb et la F-1 sont des exemples de grenades défensives.
Le nom « frag » a donné naissance au terme fragging, qui désigne le fait de tuer quelqu'un avec une grenade à fragmentation.
| Photographie d'une grenade et de son dessin technique. |
| Grenade F-1 russe avec allumeur URZGM.                 |

| Grenade à coque lisse                   |
| Grenade à fragmentation M67 américaine. |

| Grenade américaine à coque cannelée. |
| Grenade à fragmentation Mk II-A1.    |

### Grenade à surpression

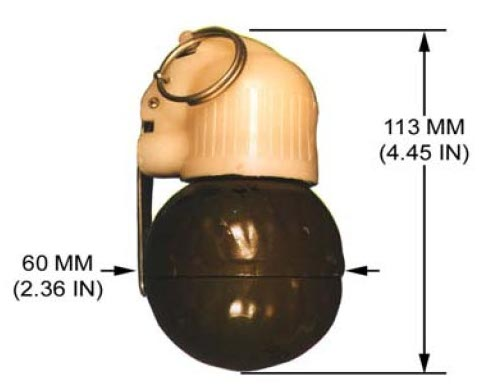
Grenade à surpression russe RGN.

La grenade à surpression est une arme antipersonnel conçue pour endommager la cible par sa simple explosion, ou pour intimider les adversaires. Comparé à la grenade à fragmentation, l'explosif est présent en quantité plus élevée. La coque est beaucoup plus fine et est conçue pour produire le moins de fragments possibles. La surpression de l'onde de choc produite par ce type de grenade dans un environnement confiné (bâtiment, bunker, etc.) est plus élevé que celui produit par une grenade à fragmentation, ce qui la rend plus efficace dans cette situation.
Ces grenades sont dans la catégorie « offensive », car à la différence des grenades défensives, leur rayon d'action n'atteint pas la distance de lancer. De plus, sur la plupart des grenades offensives, la durée de combustion de la mèche est plus longue. Une grenade offensive célèbre est la Stielhandgranate.

### Grenade à percussion
Une grenade à percussion détone lors de son impact sur sa cible, peu importe l'angle avec lequel elle atterrit. Un exemple classique de ce type de grenades est la grenade gammon et la No. 69 grenade (en) britanniques.
Les grenades à retard sont généralement préférées aux grenades à percussion, car le mécanisme de mise à feu de ces dernières est moins fiable et moins robuste. Certaines grenades à percussion intègrent un système de mise à feu pyrotechnique de secours.
Ces grenades peuvent être soit offensives, soit défensives[réf. nécessaire].

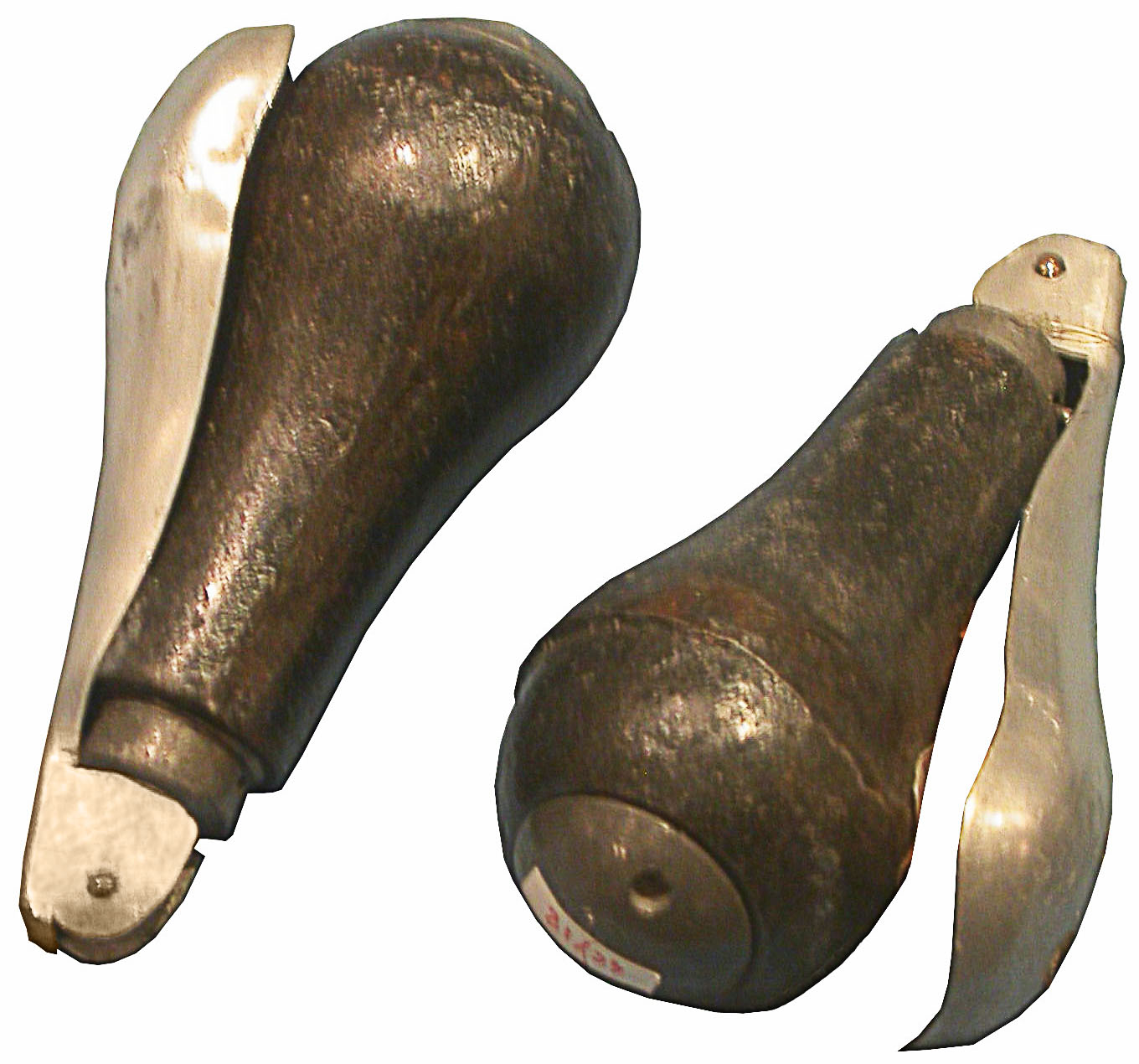
Grenade « cuiller » française PI, modèle 1915[13].
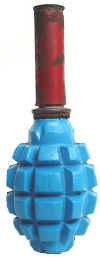
Grenade F1 Ml 1915 française, avec bouchon allumeur à percussion, modèle 1915.

### Grenade fumigène

Grenade fumigène conventionnelle.

Les grenades fumigènes les plus communes sont des grenades de type cylindrique : le corps est en acier percé sur le dessus et le dessous pour permettre à la fumée de s'échapper.
Elles sont utilisées en tant que dispositif sol-sol ou air-sol de signalement (notamment pour les unités aériennes) ou de marquage (cible ou zone d'atterrissage). Cela permet de coordonner les manœuvres des différentes unités au sein d'une opération militaire. Les fumigènes peuvent également servir d'écran de fumée, pour obstruer les visée des soldats ou véhicules ennemis (pour faciliter la fuite ou provoquer une diversion).
Les grenades à fumée colorée sont constituées de 250 à 350 grammes d'une mixture chimique (principalement du chlorate de potassium KClO3, du lactose et une teinture). Ces grenades sont disponibles en rouge, vert, jaune, violet et blanc.
Les grenades à écran de fumée contiennent le plus souvent une mixture de fumée HC (Hexachloroéthane / Zinc) ou de fumée T (acide téréphtalique). La fumée HC est nocive pour le système respiratoire, puisqu'il contient de l'acide chlorhydrique. Bien que ce ne soit pas leur objectif primaire, ces grenades peuvent générer suffisamment de chaleur pour échauder ou brûler la peau non protégée, et la grenade ne devrait pas être ramassée avant qu'elle n'ait eu le temps de refroidir.
Des agents chimiques comme le phosphore blanc ont été également utilisés pour produire des grenades fumigènes. Bien que la fumée générée soit moins efficace que celles des fumigènes « classiques » en tant que couvert (le phosphore subit une montée et laisse des ouvertures dans le couvert fumigène), les grenades au phosphore blanc peuvent également être utilisées de manière incendiaire ou lacrymogène. Elles présentent l'inconvénient d'être relativement fragiles, ce qui provoque des accidents (par exemple en cas de choc, dans certains cas une chute suffit) car elles se consument en projetant jusqu'à environ 3 mètres des éclats de phosphore brûlants.

### Grenade lacrymogène

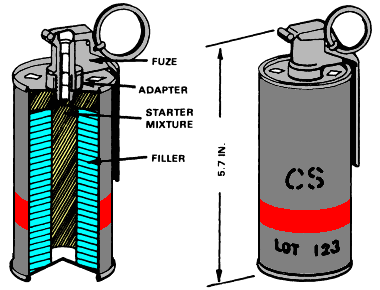
Grenade lacrymogène conventionnelle.

Les grenades lacrymogènes, aussi appelées paralysantes sont en théorie rarement utilisées pour disperser de larges groupes, du fait du risque de causer une panique générale. Ces grenades sont surtout utilisées pour créer des barrières de gaz, dans le but de diriger le mouvement d'un large groupe de personnes, ou pour protéger des forces de l'ordre sur le point d'être submergées. Exceptionnellement, le gaz lacrymogène peut être utilisé pour disperser un groupe de personnes cernant un petit groupe de victimes, ledit groupe de personnes devenant à son tour une victime des gaz.
Bon nombre des grenades utilisées par la police explosent avec une force modérée mais néanmoins suffisante pour déchiqueter la main d'un individu tentant de la relancer. L'armée utilise des gaz présentant une concentration beaucoup plus forte que celle de la police.
Les grenades lacrymogènes ne sont pas souvent utilisées pour faire sortir une personne d'un abri, à cause du risque de suffocation des personnes enfermées dans des zones confinées. Malgré cela, les équipes du SWAT sont occasionnellement amenées à employer du gaz CS pour faciliter l'arrêt d'un suspect armé, notamment s'il n'y a personne à proximité. Le SWAT a le plus souvent recours à ce type d'intervention dans des zones où les suspects disposent d'une couverture importante, et où les autres types de diversion ne peuvent pas être employés.
Les grenades lacrymogènes sont similaires aux grenades fumigènes en termes de forme et de mode d'action. Cependant, dans les lacrymogènes, le produit chimique est composé de 80 à 120 grammes de gaz CS, en combinaison avec une composition pyrotechnique qui brûle pour générer un aérosol chargé en CS. Cela entraîne une intense irritation des yeux, ainsi que du nez et de la gorge si inhalé. Occasionnellement, du gaz CR est utilisé au lieu du CS.

### Grenade incendiaire

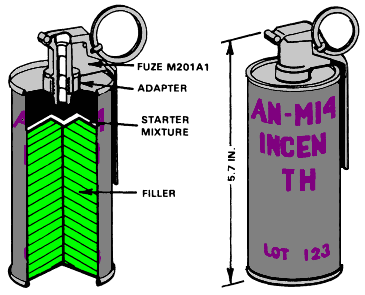
Grenade incendiaire conventionnelle.

Les grenades incendiaires produisent une chaleur intense à l'aide d'une réaction chimique extrêmement exothermique.
Un composé chimique incendiaire largement utilisé depuis la Seconde Guerre mondiale est la thermite. Toutefois, en raison de la difficulté d'engager la réaction standard de la thermite, et du fait que celle-ci ne produit quasiment aucune flamme et ne possède qu'un faible rayon d'action, la thermite est généralement couplée à d'autres ingrédients permettant d'accroître son potentiel incendiaire.
La charge chimique de la plupart des grenades incendiaires est composée de 600 à 800 grammes de Thermate-TH3 (en) (68,7 % de thermite, 29,0 % de nitrate de baryum Ba(NO3)2, 2,0 % de Soufre et 0,3 % de liant), un mélange de thermite et d'additifs pyrotechniques qui se révèle supérieur à la thermite seule. L'addition de nitrate de baryum augmente la capacité de dégagement de chaleur, crée une flamme en brûlant et réduit significativement la température d'ignition du mélange.
Dans ce type de réaction, de l'aluminium métallique et de l'oxyde de fer réagissent pour donner du fer métallique et de l'oxyde d'aluminium. Cette réaction produit une formidable quantité de chaleur, atteignant les 2 200 degrés Celsius (4 000 degrés Fahrenheit). Une telle grenade est capable de faire fondre les métaux, ce qui la rend très utile pour détruire des caches d'armes, des pièces d'artillerie et des véhicules. Un autre avantage de la thermite est sa capacité à faire fondre les blindages métalliques de 12,7 mm d'épaisseur[réf. nécessaire], et de fonctionner sans apport d'oxygène (elle fonctionne donc également sous l'eau).
Le phosphore blanc (aussi utilisé dans certains fumigènes) peut également être utilisé comme agent incendiaire. Il brûle à une température de 2 800 °C (5 000 °F).
La Thermate-TH3 et le phosphore blanc sont la cause des plus graves et des plus douloureuses brûlures, car ils s'enflamment très rapidement et atteignent de très hautes températures. Une seule goutte de composé chimique liquide peut traverser la peau, les nerfs, les muscles et même les os. De surcroît, le phosphore blanc est très toxique : une dose de 50 à 100 mg est mortelle pour la majorité des humains.
Le protocole III additionnel à la Convention sur certaines armes classiques de l'ONU, signé en 1983, interdit son utilisation offensive, qui est considérée comme un crime de guerre mais en 2009 seuls 93 États l'ont ratifié.

### Grenade incapacitante

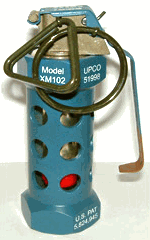
Modèle d'entraînement de la grenade incapacitante M84 stun grenade.

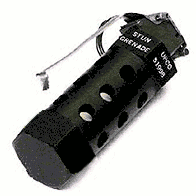
Grenade incapacitante (flashbang) M84.

Les grenades incapacitantes, aussi appelées Grenade à Saturation Sensorielle (GSS), NFDDs (Noise and Flash Diversionary Devices), flash & bang, flashbangs, flash grenades, voire plus rarement, flashcrashes, étaient à l'origine conçues pour le Special Air Service. Les grenades incapacitantes servent à embrouiller, désorienter, ou distraire une menace pendant quelques secondes (5 maximum). Une grenade incapacitante peut sérieusement affaiblir l'efficacité au combat des personnes touchées pour une minute. La grenade la plus célèbre est la M84 stun grenade, surtout connue sous l'appellation Flashbang, qui émet un flash aveuglant de 6 à 8 millions de Candelas et une impulsion sonore de 170 à 180 dB. Cette grenade peut être utilisée pour désorienter des personnes, généralement sans dommages physiques graves.
Les équipes du SWAT de la LAPD ont pour procédure d'employer les grenades incapacitantes lors de l'entrée dans un bâtiment, pour augmenter les chances de désorienter un suspect. La raison est simple : lorsqu'un suspect se trouve derrière une porte en train de s'ouvrir, toute son attention se focalise sur elle.
Le processus biologique qui permet la désorientation est assez simple à décrire :
- Le flash lumineux active momentanément toutes les cellules photosensibles de la rétine, rendant la vision impossible durant environ cinq secondes, le temps pour l'œil de restaurer la rétine dans son état initial (état de repos). Les sujets affectés par une grenade flashbang affirment n'apercevoir qu'une image fixe pendant les cinq secondes (comme si leur vision était en « pause »), jusqu'à ce que la vision leur revienne. Cela s'explique par le fait que les cellules qui se sont activées continuent d'envoyer la même information vers le cerveau jusqu'à ce qu'elles se rendorment, et que le cerveau interprète cette information continue comme une seule image.
- L'incroyable impulsion sonore émise par la grenade s'ajoute à cela, en perturbant le fluide des canaux semi-circulaires de l'oreille. Les canaux semi-circulaires sont en fait trois tubes en demi-cercles, chacun orientés dans un des trois plans de l'espace, et sont remplis avec un fluide. La surface interne de ces tubes est recouverte de cils vibratiles qui détectent les mouvements du fluide. Cela permet à la personne de savoir si elle est en mouvement et de s'équilibrer. Lorsqu'une grenade flashbang détone, la circulation du fluide des canaux semi-circulaires est perturbée, ce qui dérègle l'équilibre du sujet. Le phénomène est similaire à celui qui survient lorsque l'on tourne rapidement sur soi-même et que l'on s'arrête brutalement : la sensation que la pièce est en mouvement provient du mouvement du fluide dans l'oreille.

Après la détonation, la grenade reste entière et ne produit aucun fragment. La coque est un tube hexagonal en acier, troué sur les côtés pour permettre l'émission de la lumière et du son. Toutefois, des blessures causées par la propriété suppressive de la détonation peuvent se produire. Le produit chimique est composé de 4,5 grammes d'un mélange pyrotechnique de magnésium et de perchlorate d'ammonium NH4ClO4 (ou de perchlorate de potassium KClO4).

### Grenade de désencerclement ousting
Les grenades sting, ou grenades « Hornet's Nest » (« nid de frelons », surnom décrivant la douleur causée par la grenade), sont un autre type de grenades dites non-létales basé sur le fonctionnement de la grenade à fragmentation. Au lieu d'utiliser une coque en métal explosant en shrapnel, on utilise du caoutchouc dur. Lorsque la charge explose, des dizaines de petites billes en caoutchouc dur sont projetées dans toutes les directions, assommant ou faisant souffrir toute personne dans le rayon d'action. Ces grenades sont très utiles, car les sujets sont très souvent assommés ou quelquefois abasourdis. De très rares fois, les sujets abandonnent seulement leur couverture à cause de l'explosion et des projections de billes. La vision peut quelquefois être détériorée à cause d'un traumatisme mineur du cortex visuel situé à l'arrière de la tête, ou d'un impact direct sur l'œil.
Certaines grenades possèdent un chargement supplémentaire de gaz CS ou de gaz poivre.
Comparé à la grenade incapacitante, la grenade sting offre les avantages suivants :
- Les suspects qui se doutent de l'emploi d'une flashbang peuvent fermer les yeux et se boucher les oreilles. Mais ils ne peuvent rien contre une grenade sting.
- Le suspect n'a pas besoin d'être en train de regarder la grenade pour en être affecté.
- Les suspects ont de fortes chances de s'écrouler ou de se pencher sous l'effet de la douleur, ce qui permet de repérer rapidement les suspects qui n'ont pas été affectés.

Un inconvénient à l'utilisation d'une grenade sting est qu'elle ne réduira pas toujours les capacités de combat d'un suspect armé. En effet, la grenade sting a pour but d'assommer ou de faire souffrir un suspect plutôt que de le désorienter. Une personne suffisamment concentrée est capable de tirer même dans la douleur, tandis qu'une flashbang va physiquement perturber sa vision et son orientation. De plus, le rayon d'action d'une sting est plus court que celui d'une flashbang.

### Blank Firing Impact Grenade
Un type de grenade récent est la Blank Firing Impact Grenade (BFIG), une grenade à blanc qui explose à l'impact. Elle est très appréciée dans les sessions d'entraînement, car est réutilisable et sans-danger. La BFIG contient un mécanisme qui tire une cartouche à blanc lorsqu'elle rencontre une surface dure, quel que soit l'angle d'impact.

### Grenade antichar

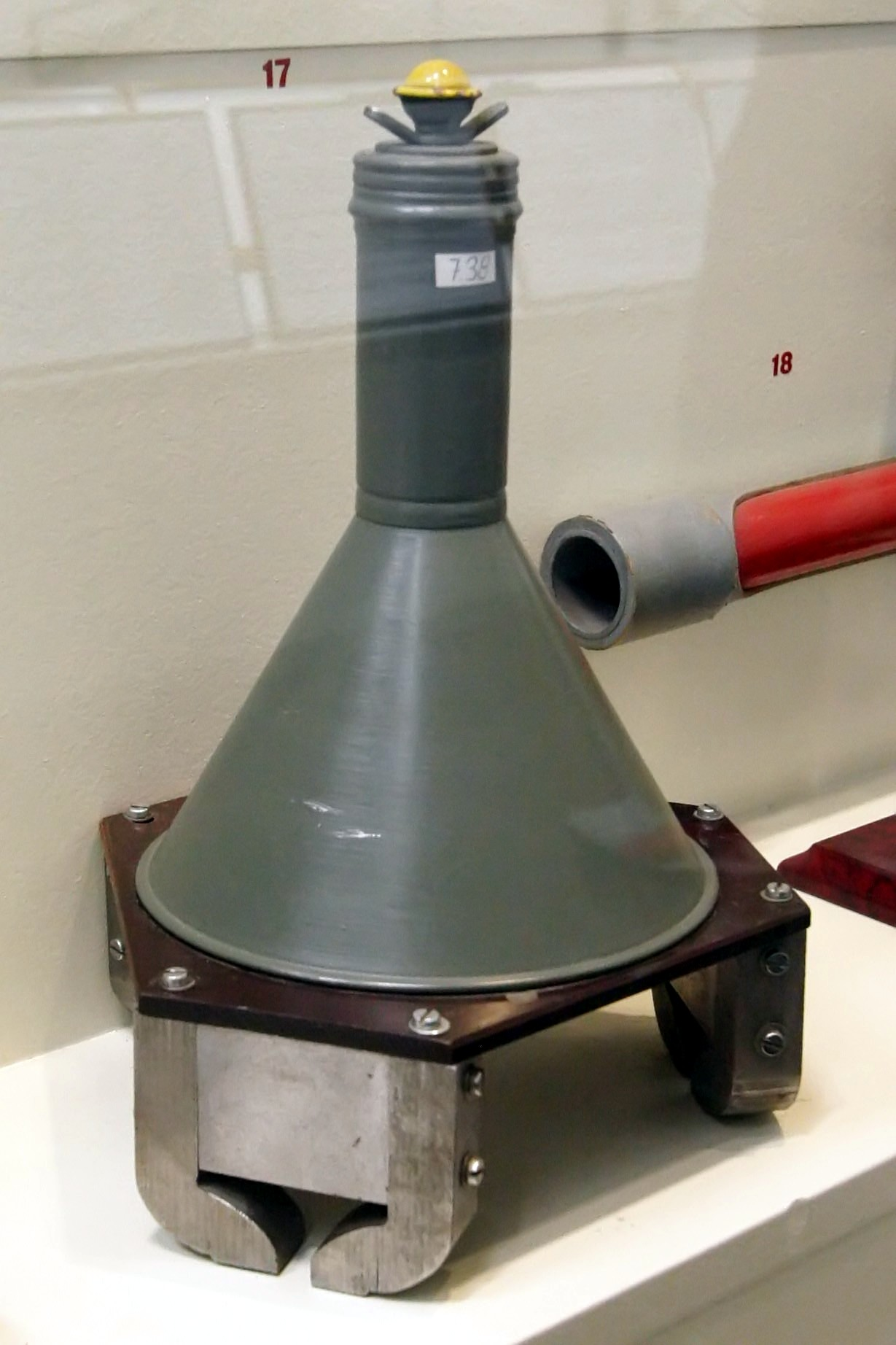
Grenade magnétique allemande.

Grenade antichar Soviétique RPG-43.

Les premières grenades anti-tanks (abrégé AT) étaient des engins improvisés par l'infanterie, généralement conçus en rassemblant plusieurs grenades offensives dans un même sac ou en les ficelant ensemble. À cause de leur poids, ces engins devaient être utilisées à une distance très courte de leur objectif, être posées sur le chemin des chars ou directement placés sur les points vulnérables. Pendant la première guerre mondiale, les allemands fixaient parfois plusieurs têtes de grenades autour d'une grenade à manche « presse purée », pour regrouper 4 à 6 charges explosives au bout d'un manche unique[réf. nécessaire].
Depuis, les grenades AT reposent toutes sur le principe de la charge creuse pour perforer le blindage. Cela signifie que la grenade doit toucher la surface du véhicule visé avec sa partie avant, selon un angle le plus proche possible de la perpendiculaire. À cet effet, de nombreux mécanismes différents ont été adoptés :
- déploiement d'un parachute après le lancer de la grenade, pour la faire tomber à la verticale (peu précis) ;
- empennage de la grenade, pour le même effet ;
- grenades recouvertes de colle, pour rester fixées sur le blindage (risqué, car l'engin pouvait se coller au soldat s'il le manipulait mal) ;
- grenades magnétiques, que le soldat devait placer sur le char en se rapprochant à son contact (dangereux) ;
- grenades lancées depuis un fusil (telle la No 68 AT Grenade britannique).

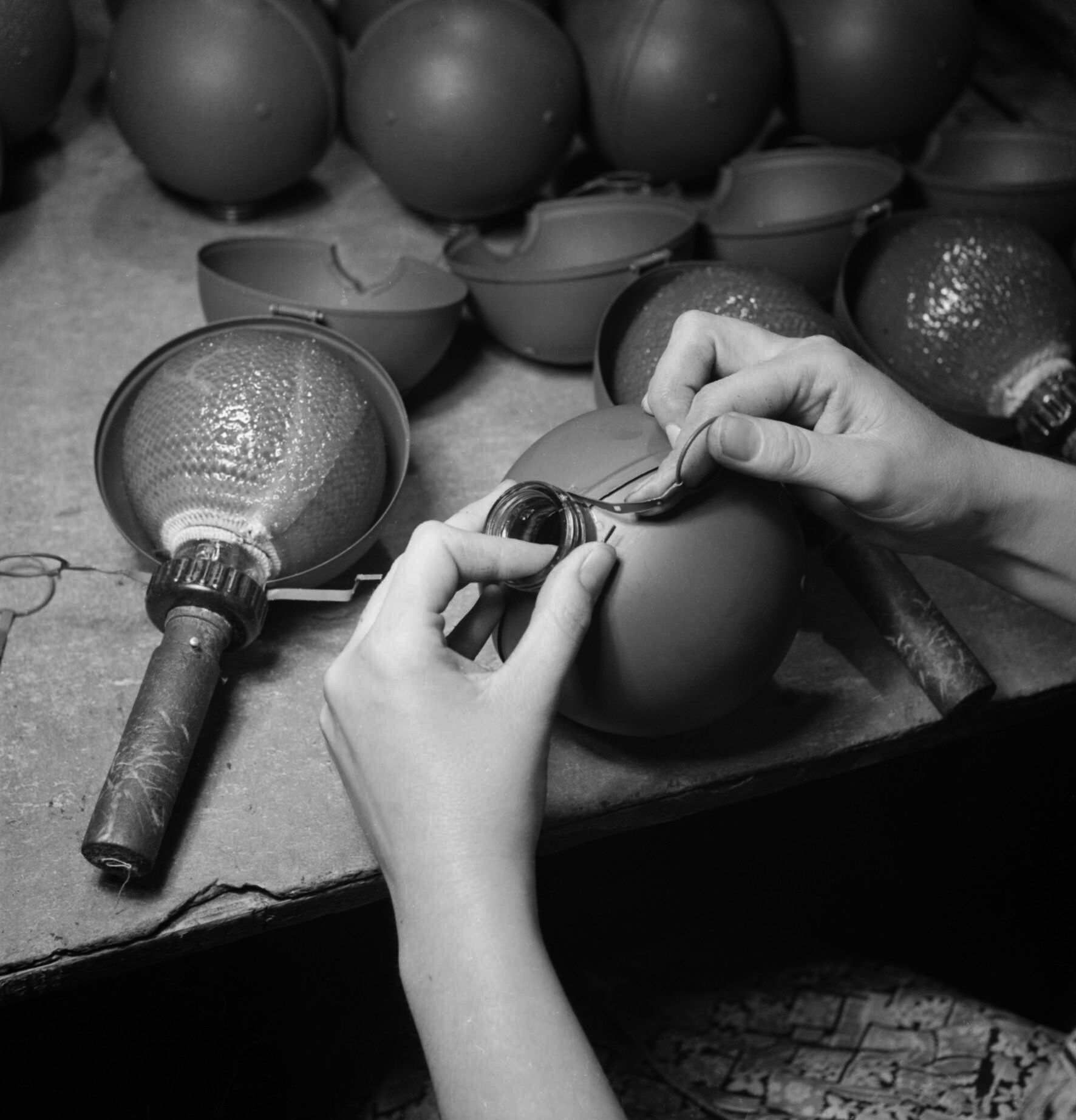
Des sticky bombs en cours de fabrication dans un atelier. Grande-Bretagne, 1943.

Un exemple de grenade collante est la No. 74 ST britannique, aussi connue sous le nom de Sticky bomb ; la charge principale était contenue dans une sphère en verre recouverte d'une résine adhésive. En anticipation d'une invasion allemande, cette grenade fut produite en grande quantité. Elle fut reléguée à la Home Guard en raison de sa dangerosité (elle pouvait se coller à l'utilisateur).
Les grenades AT les plus largement utilisées dans le monde sont les RKG-3 russes des années 1950 (qui ont remplacé la série de grenades RPG-43, RPG-40 et RPG-6. Toutefois, du fait des améliorations dans le blindage des tanks modernes, les grenades à main antichar sont aujourd'hui admises comme étant obsolètes. Les lance-roquettes portables ont pris la relève, certains pouvant tirer jusqu'à plus de 500 mètres (contre 45 mètres pour une grenade à main AT).